# 瓦魯班戰役

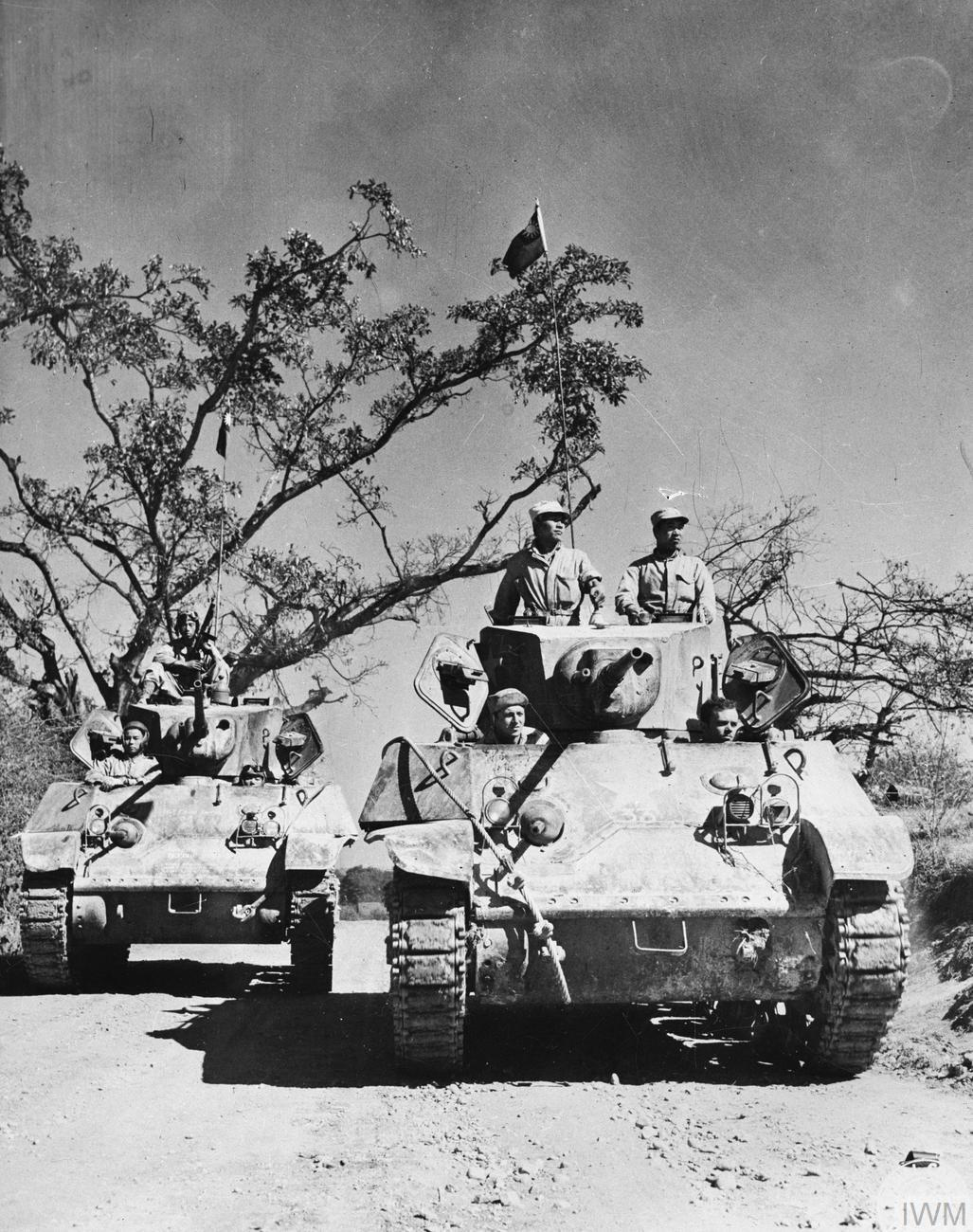
參加瓦魯班戰役的國民革命軍遠征戰車第1營的美製M3A3輕型坦克是此役的進攻主力

瓦魯班戰役（英語：The Battle of Walawbum）發生在1944年3月3日至9日的中緬印戰區，是第二次世界大戰對日作戰的滇西緬北戰役的一部份。又稱為瓦魯班大捷。瓦魯班戰役是中華民國國軍裝甲部隊在抗日戰爭期間的一場大勝利，國民政府為此而把它訂為中華民國裝甲兵節或裝甲兵紀念日。

## 戰役經過

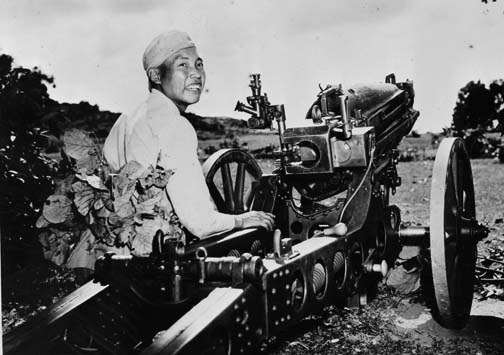
駐印軍炮兵不停用M1A1山炮向日軍開炮轟擊，迫使他們退入瓦魯班

此戰役參戰的是國軍駐印軍司令部新一軍新22師、新38師和駐印軍總指揮部直屬的戰車第1營，其對手是日軍第十八師團（指揮官是田中新一）。
在之前日軍已兵敗孟關，他們希望逃往12公里外的瓦魯班並守在那裡去抵擋中國駐印軍的進攻，日軍逃出孟關後分成兩隊，分別是由指揮官田中新一親自指揮的第56聯隊和由相田俊二指揮的第55聯隊，而駐印軍炮兵不停向他們開炮轟擊，由相田俊二指揮的第55聯隊在退路上遇上裝備美製M3A3輕型坦克的國軍戰車第1營，迫使他們逃往和第56聯隊會合，第二日早晨，由吉田武司指揮的第2大隊輕易打退駐守在南比河渡口的美軍麥瑞爾突擊隊，日軍得以順利渡過南比河並且擄獲了一批美軍武器（例如：後來國軍新38師就從他們手上擄獲了過百枝M1步槍），日軍順利來到瓦魯班。
駐印軍司令部突然接獲麥瑞爾突擊隊的緊急求救的電碼，駐印軍總指揮部直屬的戰車第1營趙振宇營長親帶戰車一連及步兵一連先行趕往瓦魯班，原本只是解圍，不料，卻是遇到日軍第18師團師指揮部，緊急向後方司令部通話求援，並伺機衝擊，衝鋒壓垮日軍第18師團營帳，壓死師團部正在開會的參謀及眾多軍官。並調遣國軍第112團守住了日軍南逃的後路，此役擄獲台籍日本兵多人以及各國慰安婦1,000多人陣前投降。
3月6日，國軍向日軍在瓦魯班的陣地發起進攻，新22師步兵在戰車第1營的M3A3輕型坦克的支援之下，攻克一個又一個日軍陣地，擄獲了日軍大批軍糧和炮彈，國軍M3A3輕型坦克輕易擊退了日軍步兵，突然帶頭進攻的坦克隊長張天翼發現在日軍陣地上出現兩門日軍九二式重機槍，張隊長立即下其M3A3向其中一門開炮將其摧毀，由於來不及重新裝彈，張隊長下令其M3A3直接撞上另一門機槍，把它連人一起壓扁，國軍坦克繼續進攻，用坦克的白朗寧M1919中型機槍打死了百多個日軍步兵，直至攻到接近那寧河，日軍反坦克炮和反坦克挺身隊(抱著炸藥包的日軍反坦克敢死隊)突然炸傷了一輛國軍M3A3，該M3A3只有駕駛員楊少安倖存，但他繼續用車上的機槍打死了4名日軍反坦克挺身隊士兵，當該M3A3被發現時，楊少安已死在車內，另一輛國軍M3A3被反坦克地雷炸斷履帶，駕駛員王英華右手被炸斷，當他爬出坦克時大批日軍步兵殺來，他以單手用M1衝鋒槍向日軍開火，直至射光了那30發子彈，由於他單手無法再換彈匣，他以刀自殺以免被俘，他死後不久另一輛M3A3趕到，車長趙際昌以車上的機槍火力打死了幾乎全部的日軍步兵，到最後擄獲了一名叫田橋清吉的日本兵。
國軍M3A3繼續進攻至日軍指揮部，日軍指揮官田中新一倉惶逃走，而其他日軍則大多被坦克的機槍打死或被坦克直接壓死，國軍坦克兵之後在日軍指揮部找到日軍文件和一個作為第十八師團的關防印章，田中新一等殘餘日軍沿著祕密小路蹺過國軍第112團逃向胡康谷地最南端，瓦魯班戰役雖仍未能消滅作為日軍第十八師團的指揮團隊，但令日軍陣亡了775人，而整個孟關至瓦魯班，日軍陣亡超過1,500人，約3,000人受傷。